# Apamea rufa
Apamea rufa är en fjärilsart som beskrevs av Max Wilhelm Karl Draudt 1950. Apamea rufa ingår i släktet Apamea och familjen nattflyn. Inga underarter finns listade i Catalogue of Life.